# أحمد جلال التدمري
أحمد جلال التدمري - (1940 - 15 ديسمبر 2012)
أحمد جلال بن محمد بن أديب التدمري من آل زيتون، يحمل أحمد جلال التدمري درجة الدكتوراه في فلسفة التاريخ المعاصر من جامعة جورجيا (أكاديمية العلوم-معهد آسيا وأفريقيا) عام 1997، وعمل كاتباً صحفياً ومعداً ومقدماً لبرامج إذاعية وتلفزيونية في كل من العراق ومصر، كما عمل محرراً صحفياً لوكالة أنباء الشرق الأوسط.
أسس دائرة الإعلام والسياحة في إمارة رأس الخيمة، وكان مدير عام الدائرة خلال الفترة 1969-1986، ورئيس تحرير مجلة رأس الخيمة الشهرية خلال الفترة 1969-1985، ومؤسس مركز الدراسات والوثائق التابع للديوان الأميري، ومدير عام المركز خلال الفترة 1986-1996 وعمل مستشاراً لرئيس الديوان الأميري للدراسات والوثائق في إمارة رأس الخيمة منذ آذار/مارس 1996.

## انتاجه الأدبي
كتب عدداً من الكتب أبرزها: 
- كتاب «إيضاح المعالم في تاريخ القواسم» إعداد ومراجعة (1973)،
- أبحاث ندوة رأس الخيمة التأريخية بعنوان (العلاقات التاريخية بين منطقة الخليج العربي والبرتغاليين)، إعداد، 1987.
- أبحاث ندوة رأس الخيمة التأريخية الثانية بعنوان (العلاقات التاريخية بين منطقة الخليج العربي وشرق أفريقيا)، إعداد، 1988.
- جمع وتنسيق أشعار الشيخ سلطان بن سالم القاسمي الحاكم السابق لرأس الخيمة، وإصدارها في ديوان بعنوان (حالات الدهر) عام 1991.
- تنظيم وإشراف على إعداد ومراجعة سلسلة كتب عن عالم البحار العربي أحمد بن ماجد، خمسة مجلدات.
- دراسة قانونية مقارنة حول احتلال إيران للجزر العربية الثلاث، مراجعة وتقديم، 1992.
- إعداد وإصدار العدد (34) من سلسلة أعداد مجلة اتحاد المؤرخين العرب الأكاديمية المحكمة.
- كتاب «الجزر العربية الثلاث في الخليج العربي» – دراسة وثائقية، 1994.
- كتاب «مدارات في حركة الزمن العربي»، 1995.
- كتاب «سلطنة هرمز العربية» (مجلدين) تأليف بالمشاركة إبراهيم خوري، صدرا عام 2000.
- أبحاث ندوة رأس الخيمة التأريخية الثالثة بعنوان (علاقة منطقة الخليج العربي بشبه القارة الهندية)، إعداد وتقديم.
- أبحاث ندوة رأس الخيمة التأريخية الرابعة بعنوان (علاقة منطقة الخليج العربي بالدولة العثمانية)، إعداد وتقديم.
- أبحاث ندوة رأس الخيمة التأريخية الخامسة بعنوان (جزر السلام).
- حصاد ندوة (تاريخ العلوم عند العرب)، في جزأين يضمان أبحاث الندوة العالمية السادسة لتاريخ العلوم عند العرب.
- أبحاث ندوة رأس الخيمة التأريخية السادسة بعنوان (علاقة منطقة الخليج العربي بمنطقة آسيا الوسطى والقوقاز)، إعداد وتقديم.
- كتاب الأخلاق عند العرب قبل الإسلام وبعده، دراسة أكاديمية.
- كتاب شاعر ينشد (كتاب أدبي).

إضافة إلى إعداد وتقديم أبحاث ندوة رأس الخيمة التاريخية، المتعددة العناوين والاهتمامات، وستصدر أبحاث الحلقة السادسة فيها قريباً.
شارك في العديد من الندوات والمؤتمرات، وألقى العديد من المحاضرات العلمية في العالم العربي ودول العالم، وكتب عدداً من الدراسات والأبحاث والمقالات، نشرها في العديد من المجلات والدوريات. وهو عضو في اتحاد الكتاب والصحفيين والأدباء العرب، والأمين العام المساعد لاتحاد المؤرخين العرب لشؤون المؤتمرات والبحث العلمي.

## وفاته
توفي في مدينة رأس الخيمة مساء يوم السبت 15/12/2012 الموافق 02 صفر 1434 هجري، ودفن فيها -.

## الهوامش
1. 1 2  السير الذاتية - أحمد جلال التدمري نسخة محفوظة 05 مارس 2016 على موقع واي باك مشين.